# Harpactea coccifera
Harpactea coccifera là một loài nhện trong họ Dysderidae.
Loài này thuộc chi Harpactea. Harpactea coccifera được miêu tả năm 1984 bởi Brignoli.